# Rodica Iordanov
Iordanca-Rodica Iordanov (n. 11 martie 1976) este o juristă și politiciană din Republica Moldova. Din 16 noiembrie 2022 până la 13 martie 2024 a deținut funcția de ministru al Mediului al Republicii Moldova.